# Секційна кривина
В рімановій геометрії, секційна кривина є однією із кривин ріманового многовиду. Секційна кривина K(σp) залежить від вибору двовимірної площині σp в дотичному просторі в точці p. У двовимірному рімановому многовиді секційна кривина збігається з гаусовою кривиною.
Секційна кривина повністю визначається тензором кривини.

## Визначення
Для ріманового многовиду та двох лінійно незалежних дотичних векторів X і Y в точці p ({\displaystyle X,\ Y\in T_{p}M})
{\displaystyle K(X,Y)={\langle R(X,Y)Y,X\rangle  \over \langle X,X\rangle \langle Y,Y\rangle -\langle X,Y\rangle ^{2}}}
Тут R — тензор кривини Рімана. В локальних координатах
{\displaystyle K(X,Y)={R_{ijkl}T^{ij}T^{kl} \over (g_{ik}g_{jl}-g_{il}g_{jk})T^{ij}T^{kl}},}
де бівектор {\displaystyle T^{nm}=X^{n}Y^{m}-Y^{n}X^{m}}.
Секційна кривина залежить від вибору двовимірної площини, але не залежить від векторів X і Y, які визначають цю площину.
Зокрема, якщо X і Y ортонормовані, то
{\displaystyle K(X,Y)=\langle R(X,Y)Y,X\rangle }

## Теорема Топоногова про порівняння кутів
Нехай в повному рімановому многовиді M всі секційні кривини {\displaystyle K_{\sigma }\geqslant k=const}. Тоді для будь-якого геодезичного трикутника {\displaystyle \triangle } в M знайдеться на {\displaystyle k}-площині такий геодезичний трикутник {\displaystyle \triangle _{k}} з тими ж довжинами сторін, що і у трикутника {\displaystyle \triangle }, у якого кожний з кутів не буде перевищувати відповідного йому кута трикутника {\displaystyle \triangle }.
Під {\displaystyle k}-площиною мається на увазі двовимірний многовид сталої кривини {\displaystyle k} — гіперболічна площина, сфера або евклідова площина.